# Mustafa Mardanov
 (mars 2021).
La mise en forme du texte ne suit pas les recommandations de Wikipédia : il faut le « wikifier ».
Les points d'amélioration suivants sont les cas les plus fréquents :
- Les titres sont pré-formatés par le logiciel. Ils ne sont ni en capitales, ni en gras.
- Le texte ne doit pas être écrit en capitales (les noms de famille non plus), ni en gras, ni en italique, ni en « petit »…
- Le gras n'est utilisé que pour surligner le titre de l'article dans l'introduction, une seule fois.
- L'italique est rarement utilisé : mots en langue étrangère, titres d'œuvres, noms de bateaux, etc.
- Les citations ne sont pas en italique mais en corps de texte normal. Elles sont entourées par des guillemets français : « et ».
- Les listes à puces sont à éviter, des paragraphes rédigés étant largement préférés. Les tableaux sont à réserver à la présentation de données structurées (résultats, etc.).
- Les appels de note de bas de page (petits chiffres en exposant, introduits par l'outil «  Source ») sont à placer entre la fin de phrase et le point final[comme ça].
- Les liens internes (vers d'autres articles de Wikipédia) sont à choisir avec parcimonie. Créez des liens vers des articles approfondissant le sujet. Les termes génériques sans rapport avec le sujet sont à éviter, ainsi que les répétitions de liens vers un même terme.
- Les liens externes sont à placer uniquement dans une section « Liens externes », à la fin de l'article. Ces liens sont à choisir avec parcimonie suivant les règles définies. Si un lien sert de source à l'article, son insertion dans le texte est à faire par les notes de bas de page.
- La présentation des références doit suivre les conventions bibliographiques. Il est recommandé d'utiliser les modèles {{Ouvrage}}, {{Chapitre}}, {{Article}}, {{Lien web}} et/ou {{Bibliographie}}. Le mode d'édition visuel peut mettre en forme automatiquement les références.
- Insérer une infobox (cadre d'informations à droite) n'est pas obligatoire pour parachever la mise en page.

Pour une aide détaillée, merci de consulter Aide:Wikification.
Si vous pensez que ces points ont été résolus, vous pouvez retirer ce bandeau et améliorer la mise en forme d'un autre article.
Mustafa Mardanov (en azeri: Mustafa Haşım oğlu Mərdanov; né le 27 février 1894 à Marand et mort le 28 décembre 1968 à Bakou) est un acteur de théâtre et de cinéma soviétique azerbaïdjanais, artiste du peuple de la RSS d'Azerbaïdjan.

## Biographie
Mustafa Mardanov est né dans la ville de Marand en Azerbaïdjan iranien. En 1916, il est diplômé du lycée masculin de Tiflis. De 1922 à 1924, il étudie à l'Institut d'État des arts du théâtre de Moscou.
Il commence son activité scénique en 1910 dans le Cercle Dramatique Musulman à Tiflis. Ses premiers rôles au théâtre sont ceux de Hadji Ganbar (Hors de la pluie, mais sous l'averse de Nadjaf bey Vezirov), Karamali (Hadji Kara de Mirza Fatali Akhundov), Adham (Nadir Shah de Nariman Narimanov). De 1921 à 1922, Mardanov est le directeur du Théâtre Azerbaïdjanais de Tiflis.
À partir de 1924, il se produit sur la scène du Théâtre dramatique d'État d'Azerbaïdjan. Ici, il crée nombre de personnages des œuvres azerbaïdjanaises, russes et occidentales. Mustafa Mardanov possédait un grand sens de l’humour qui se combinait avec une ironie subtile. Il était entouré de grands acteurs azerbaïdjanais, tels qu'Abbas Mirza Sharifzade, Sidgui Ruhulla, Aghasadig Gueraybeyli, Alasgar Alakbarov, dont il a beaucoup appris. Ses rôles considérés comme les meilleurs sont ceux d’Atakishi, Imamverdi (Sevil et En 1905 de Djafar Djabbarli), Khlestakov (Le Revizor de Nikolas Gogol), Luka (Les Bas-fonds de Maxim Gorki), Shmag (Coupable sans culpabilité d’ Alexander Ostrovsky), Polonius (Hamlet de William Shakespeare), Sganarelle (Don Juan de Molière) et d’autres.

## Acteur de cinéma
Mustafa Mardanov est l'un des premiers célèbres acteurs de cinéma azerbaïdjanais. Le rôle de Muzdur Gulu fut le premier rôle de M. Mardanov dans le film Bismillah (Azerbaïdjanfilm).
Ce film est le premier travail de mise en scène d'Abbas Mirza Sharifzadeh, qui était un modèle de cinéma muet (1925). Mustafa Mardanov a joué dans des films tels qu'Au nom de Dieu, Hadji Gara, Sévil, Latif, Les bakinois, Les paysans, Sabuhi, Pierres noires, Matin, Rencontre, et Où est Ahmed ? Le premier rôle significatif de M. Mardanov au cinéma est celui de Karamali dans le film Hadji Gara. La grande popularité de Mardanov a été provoquée par le rôle de l'intellectuel Hasan-bek dans le film Pas celle-là, donc celle-ci. M. Mardanov a obtenu des rôles dans la plupart des films réalisés à la fin des années 1920 au début des années 1930. Le grand talent artistique de Mustafa Mardanov est mis en évidence dans le film tourné par son frère, le réalisateur Samed Mardanov, Les paysans, dans lequel M. Mardanov joue deux rôles opposés.

## Activité publique
En 1943 M. Mardanov est honoré du titre d'Artiste du peuple de la RSS d'Azerbaïdjan. De 1962 à 1968, Mardanov est président de la Société théâtrale d'Azerbaïdjan. Il traduit un certain nombre de pièces en azerbaïdjanais. En 1959, il publie son livre 50 ans sur la scène azerbaïdjanaise (mes souvenirs).